# Маркиз де Малагон

Герб муниципалитета Малагон, провинция Сьюдад-Реаль, автономное сообщество Кастилия-Ла-Манча

Маркиз де Малагон — испанский дворянский титул. Он был создан 16 февраля 1599 года королем Испании Филиппом III для Хуана Энрикеса де Гусмана и Толедо и его жены Гиомар Пардо, 2-й сеньоры де Малагон.
Название маркизата происходит от названия муниципалитета Малагон, провинция Сьюдад-Реаль, автономное сообщество Кастилия-Ла-Манча.
В настоящее время носителем титула является Виктория Елизавета фон Гогенлоэ-Лангенбург и Шмидт-Полекс (род. 1997), 20-я герцогиня де Мединасели и 15-я маркиза де Малагон.

## Маркизы де Малагон
1. Гиомар Пардо и Тавера (?-1622), 1-я маркиза де Малагон (1599—1622), дочь Ареса Пардо де Сааведра, 1-го сеньора де Малагон (?-1561), и Луизы де ла Серда (?-1596). Была трижды замужем.
2. Диего де Ульоа Сармьенто (?-1647), 2-й маркиз де Малагон (?-1647), 1-й граф де Вильялонсо. Сын Хуана Гаспара де ульоа, 1-го графа де Вильяалонсо, и Терезы де Сааведра и Суньига.
3. Франсиска де Ульоа Сармьенто (?-?), 3-я маркиза де Малагон (1647-?), 2-я графиня де Вильялонсо. Дочь Хуана Гаспара де ульоа, 1-го графа де Вильяалонсо, и Терезы де Сааведра и Суньига, сестра предыдущего.
4. Фернандо Мигель Ариас де Сааведра (1611—1651), 4-й маркиз де Малагон (?-1651), 6-й граф дель-Кастельяр и 4-й граф де Вильялонсо, сын предыдущей и Гаспара Хуана Ариаса де Сааведра, 5-го графа дель-Кастельяр (1593—1622)
5. Тереза Мария Ариас де Сааведра (1639-?), 5-я маркиза де Малагон (1651-?), 7-я графиня дель-Кастельяр, дочь предыдущего и Каталины де Асеведо Энрикес Осорио (?-1686)
6. Фернандо Хоакин де ла Куэва Ариас де Сааведра (ок. 1679—1721), 6-й маркиз де Малагон (?-1721), 8-й граф дель-Кастельяр, 6-й граф де Вильялонсо. Сын предыдущей и Бальтасара де ла Куэвы Энрикеса де Кабреры (1627—1686), вице-короля Перу
7. Анна Каталина де ла Куэва и Ариас де Сааведра (1684—1752), 7-я маркиза де Малагон (1721—1735), 9-я графиня дель-Кастельяр, 7-я графиня де Вильялонсо, младшая сестра предыдущего.
8. Антонио де Бенавидес и де ла Куэва (1714—1782), 8-й маркиз де Малагон (1735—1782), 2-й герцог де Сантистебан-дель-Пуэрто, 10-й граф дель-Кастельяр. Сын предыдущей и Мануэля де Бенавидеса и Арагона, 1-го герцога де Сантистебан-дель-Пуэрто (1683—1748)
9. Хоакина Мария де Бенавидес и Пачеко (1746—1805), 9-я маркиза де Малагон (1782—1805), 3-я герцогиня де Сантистебан-дель-Пуэрто, старшая дочь предыдущего и Марии де ла Портерии Пачеко Тельес-Хирон (1731—1754).
10. Луис Хоакин Фернандес де Кордова и Бенавидес (1780—1840), 10-й маркиз де Малагон (1805—1840), 14-й герцог де Мединесели. Старший сын предыдущей и Луиса Марии Фернандесе де Кордовы и Гонзаги, 13-го герцога де Мединасели (1749—1806)
11. Луис Томас Фернандес де Кордова Понсе де Леон (1813—1873), 11-й маркиз де Малагон (1840—1873), 15-й герцог де Мединасели. Старший сын предыдущего и Марии де ла Консепсьон Понсе де Леон и Карвахаль (1783—1856)
12. Луис Мария Фернандес де Кордова и Перес де Баррадас (1851—1879), 12-й маркиз де Малагон (1873—1879), 16-й герцог де Мединасели. Старший сын предыдущего и Анхелы Аполонии Перес де Баррадас и Бернуй, 1-й герцогини де Дения и Тарифа (1827—1903)
13. Луис Хесус Фернандес де Кордова и Салаберт (1880—1956), 13-й маркиз де Малагон (1880—1956), 17-й герцог де Мединасели. Единственный сын предыдущего и Касильды Ремигии де Салаберт и Артеаги, 9-й маркиз де ла Торресилья (1858—1936)
14. Виктория Евгения Фернандес де Кордова и Фернандес де Энестроса (1917—2013), 14-я маркиза де Малагон (1956—2013), 18-я герцогиня де Мединасели. Старшая дочь предыдущего от первого брака с Анной Марией Фернандес де Энестроса и Гайосо де лос Кобос (1879—1938)
15. Виктория Елизавета фон Гогенлоэ-Лангенбург (род. 1997), 15-я маркиза де Малагон (с 2018 года), 20-я герцогиня де Мединасели. Дочь принца Марко Гогенлоэ-Лангенбурга (1962—2016), и Сандры Шмидт-Полекс (род. 1968), внучка принца Макса фон Гогенлоэ-Лангенбурга (1931—1994), и Анны Луизы де Медина и Фернандес де Кордовы, 13-й маркизы де Наваэрмоса и 9-й графини де Офалия (1940—2012), единственной дочери Виктории Евгении Фернандес де Кордовы, 18-й герцогини де Мединасели (1917—2013).